# Ravenna (Ohio)
Ravenna és una població dels Estats Units a l'estat d'Ohio. Segons el cens del 2006 est. tenia 11.422 habitants.

## Demografia
Segons el cens del 2000, Ravenna tenia 11.771 habitants, 4.980 habitatges, i 2.997 famílies. La densitat de població era de 849,5 habitants per km².
Dels 4.980 habitatges en un 28,3% hi vivien nens de menys de 18 anys, en un 43% hi vivien parelles casades, en un 12,8% dones solteres, i en un 39,8% no eren unitats familiars. En el 33,5% dels habitatges hi vivien persones soles el 13,5% de les quals corresponia a persones de 65 anys o més que vivien soles. El nombre mitjà de persones vivint en cada habitatge era de 2,31 i el nombre mitjà de persones que vivien en cada família era de 2,95.
Per edats la població es repartia de la següent manera: un 23,7% tenia menys de 18 anys, un 9,2% entre 18 i 24, un 30% entre 25 i 44, un 20,8% de 45 a 60 i un 16,2% 65 anys o més.
L'edat mediana era de 36 anys. Per cada 100 dones de 18 o més anys hi havia 86,9 homes.
La renda mediana per habitatge era de 35.650 $ i la renda mediana per família de 46.090 $. Els homes tenien una renda mediana de 33.574 $ mentre que les dones 25.320 $. La renda per capita de la població era de 17.862 $. Aproximadament el 6% de les famílies i el 10,3% de la població estaven per davall del llindar de pobresa.

## Poblacions més properes
El següent diagrama mostra les poblacions més properes.